# Personal Area Network
Personal Area Network förkortat PAN är både trådbundna och trådlösa datornätverk med begränsad räckvidd. Firewire, USB, Bluetooth, Wireless USB och IrDA räknas hit. WPAN används ibland för de trådlösa.